# 大小一致性问题
量子化学中的大小一致性或严格可分离性是保证无相互作用的体系（如距离无限远）能量计算一致的一种性质。这种性质往往是针对某种方法而言的。

## 举例
如果A和B是两个无相互作用的体系。如果某方法是大小一致的，那么该方法得到的体系 A-B 的能量等于体系 A 的能量计算结果与体系 B 的能量计算结果之和。{\displaystyle E_{(A-B)}=E_{(A)}+E_{(B)}}。在处理解离曲线等问题时，这个性质尤其重要。

## 解决办法
变分和微扰的方法都可能有大小不一致的问题。有很多办法可以减轻或者弥补这些大小不一致的问题，例如二次组态相互作用（QCISD）就是一种对组态相互作用大小一致问题的修正。另外，某些理论方法本身就是具有大小一致性的，例如耦合簇理论。